# Шалкхолц
Шалкхолц (њем. Schalkholz) општина је у њемачкој савезној држави Шлезвиг-Холштајн. Једно је од 115 општинских средишта округа Дитмаршен. Према процјени из 2010. у општини је живјело 584 становника. Посједује регионалну шифру (AGS) 1051100.

## Географски и демографски подаци
Шалкхолц се налази у савезној држави Шлезвиг-Холштајн у округу Дитмаршен. Општина се налази на надморској висини од 17 метара. Површина општине износи 12,5 km². У самом мјесту је, према процјени из 2010. године, живјело 584 становника. Просјечна густина становништва износи 47 становника/km².